# كيو تومو
کیو تومو (بالإنجليزية: Kiho Tumu)‏ الرب الأعلى لشعب أرخبيل توموتو Tuamotu جنوب شرق تاهیتي.